# Wieżycznik

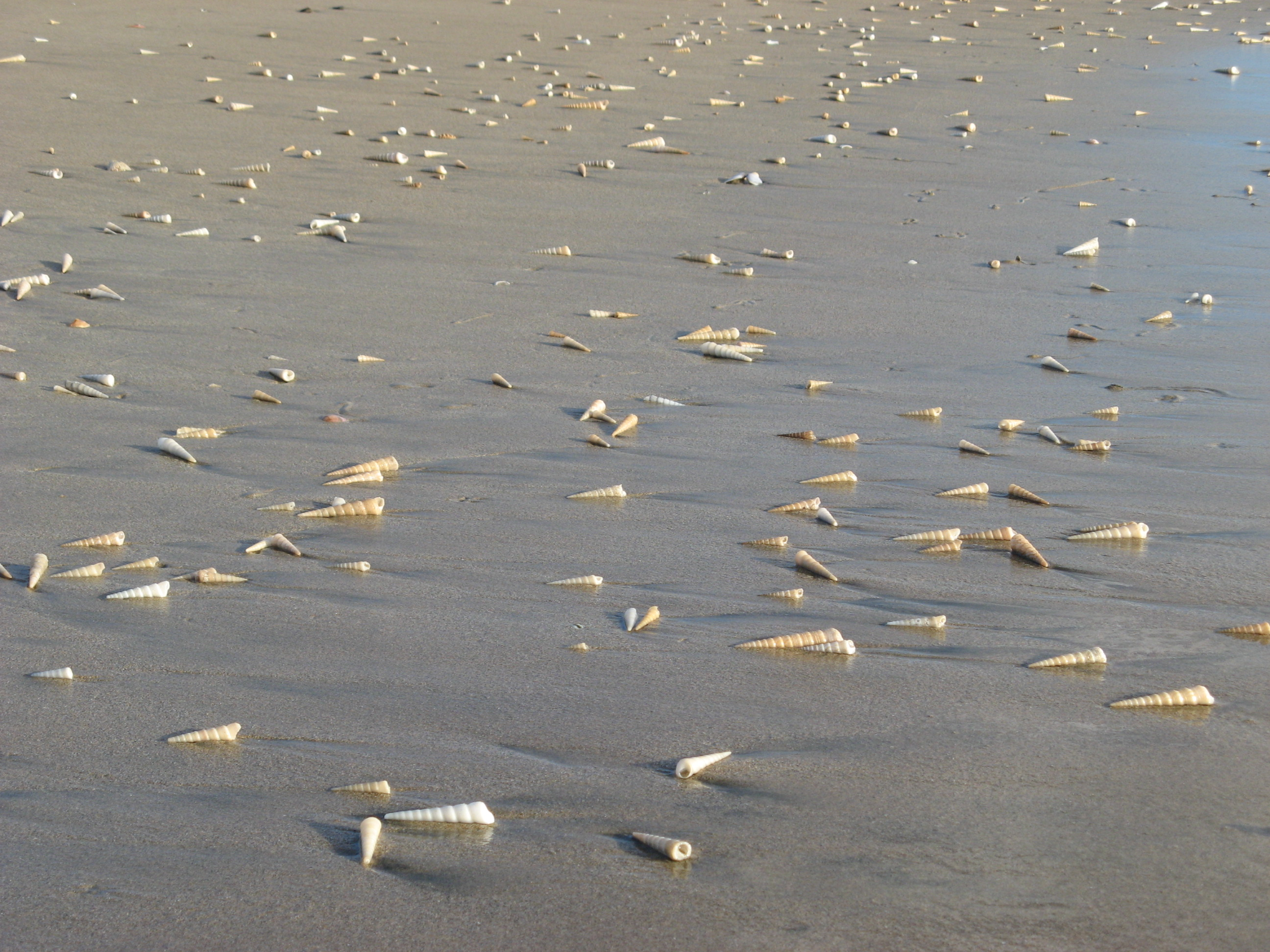
Usłana muszlami wieżycznika strefa przyboju na Playa Grande, Kostaryka

Wieżycznik (Turritella) – rodzaj niezbyt dużych, ciepłolubnych morskich ślimaków o wieżyczkowatych (tj. mających kształt bardzo wydłużonego stożka) muszlach. Powierzchnia muszli jest dość gładka, a liczba skrętów wynosi około 16. Wieczko, zamykające otwór – konchiolinowe. Wysokość muszli do 10 cm.
Wieżyczniki są mieszkańcami płytkiego, mulistego dna mórz – głównie tropikalnych, ale niektóre z nich można spotkać w ciepłych morzach Europy. Przeważnie zupełnie zagrzebane są w dnie. Żywią się detrytusem, który odfiltrowują z mułu. Do tej samej rodziny należą również inne, podobne rodzaje ślimaków. Muszle wieżyczników spotykane są także w stanie kopalnym.

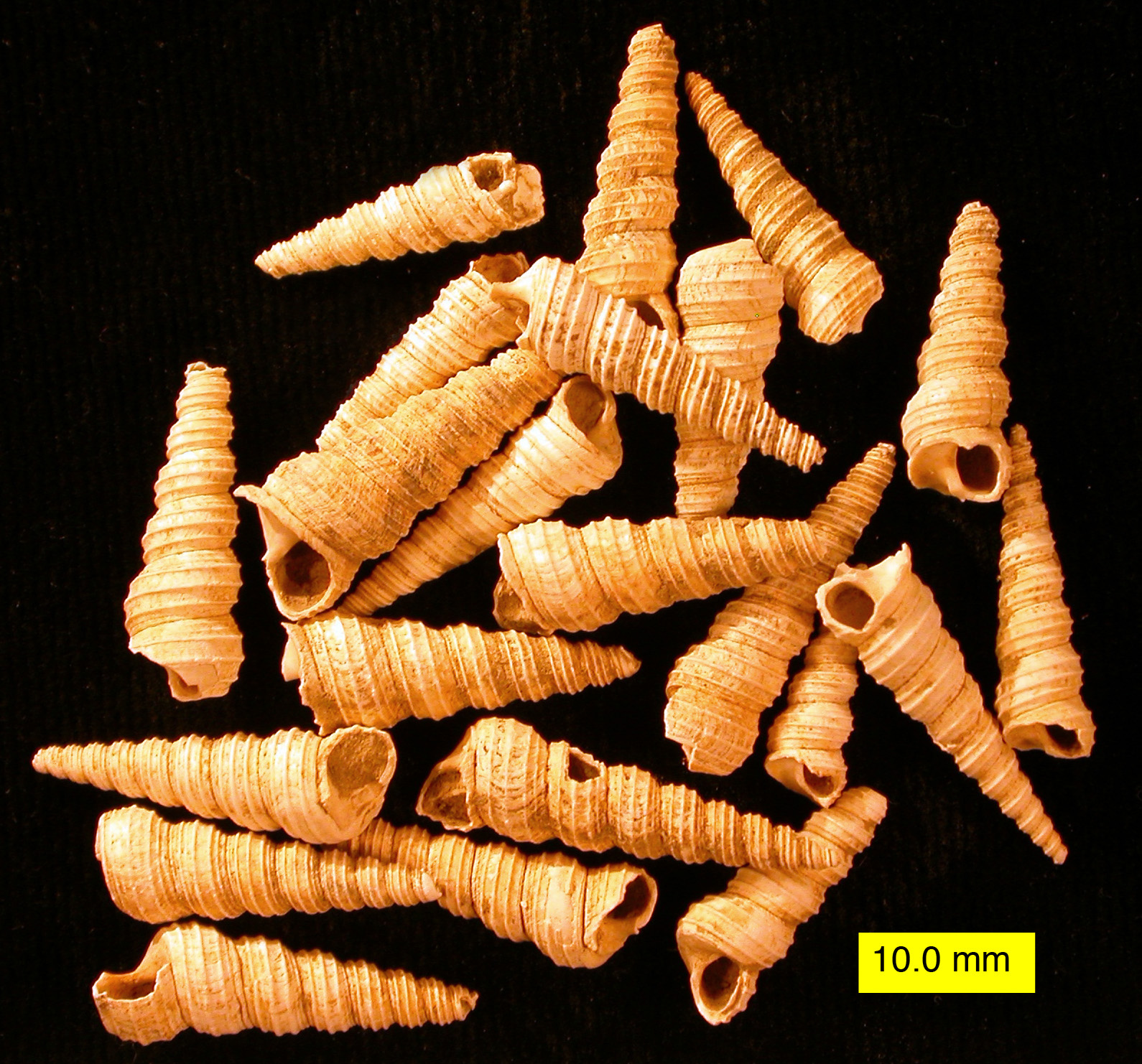
Plioceńskie muszle żyjącego również współcześnie gatunkuTurritella cingulifera, pochodzące z Cypru

## Gatunki
Do rodzaju Turritella należą następujące współcześnie występujące gatunki:

- Turritella acropora Dall, 1889
- Turritella acutangula (Linnaeus, 1758)
- Turritella algida Melvill & Standen, 1912
- Turritella anactor S.S. Berry, 1957
- Turritella annulata Kiener, 1843
- Turritella attenuata Reeve, 1849
- Turritella aurocincta E. von Martens, 1882
- Turritella bacillum Kiener, 1843
- Turritella bayeri (Petuch, 2001)
- Turritella bicingulata Lamarck, 1822
- Turritella binaestriata Kuroda in Ida, 1952
- Turritella caelata Mörch, 1858
- Turritella capensis Krauss, 1848
- Turritella captiva Hedley, 1907
- Turritella carinifera Lamarck, 1822
- Turritella cingulifera G.B. Sowerby I, 1825
- Turritella clarionensis Hertlein & A.M. Strong, 1951
- Turritella cochlea Reeve, 1849
- Turritella columnaris Kiener, 1843
- Turritella congelata A. Adams & Reeve, 1849
- Turritella conspersa A. Adams & Reeve, 1849
- Turritella cooperi P.P. Carpenter, 1864
- Turritella coreanica Kotaka, 1951
- Turritella couteaudi Mabille & Rochebrune, 1889
- Turritella crocea Kiener, 1843
- Turritella decipiens Monterosato, 1878
- Turritella declivis A. Adams & Reeve, 1849
- Turritella dirkhartogensis (Garrard, 1972)
- Turritella duplicata (Linnaeus, 1758)
- Turritella elachista Mabille & Rochebrune, 1889
- Turritella emanuelis T. Cossignani, 2022
- Turritella exoleta (Linnaeus, 1758)
- Turritella fastigiata A. Adams & Reeve, 1849
- Turritella ferruginea Reeve, 1849
- Turritella fultoni Melvill, 1897
- Turritella fuscomaculata Bozzetti, 2009
- Turritella gemmata Reeve, 1849
- Turritella hastula Reeve, 1849
- Turritella hookeri Reeve, 1849
- Turritella howardpetersi Petuch & Berschauer, 2020
- Turritella incolor E.A. Smith, 1891
- Turritella infraconstricta E.A. Smith, 1879
- Turritella jompatamakanthini T. Cossignani, 2022
- Turritella leeuwinensis (Garrard, 1972)
- Turritella lentiginosa Reeve, 1849
- Turritella ligar Deshayes, 1843
- Turritella lindae (Petuch, 1987)
- Turritella lorenzi T. Cossignani, 2020
- Turritella lyonsi E.F. García, 2006
- Turritella maculata Reeve, 1849
- Turritella madagascariensis T. Cossignani & Bozzetti, 2022
- Turritella marianopsis Petuch, 1990
- Turritella martensi Selli, 1974
- Turritella monilis Kobelt, 1897
- Turritella natalensis E.A. Smith, 1910
- Turritella nebulosa Kiener, 1843
- Turritella nivea Anton, 1838
- Turritella nodulosa P.P. King, 1832
- Turritella ottolinii T. Cossignani, 2019
- Turritella parkeri J.H. McLean, 1970
- Turritella radula Kiener, 1843
- Turritella rubescens Reeve, 1849
- Turritella sanguinea Reeve, 1849
- Turritella subvariabilis d'Orbigny, 1852
- Turritella terebra (Linnaeus, 1758)
- Turritella torulosa Kiener, 1843
- Turritella trisulcata Lamarck, 1822
- Turritella turbona Monterosato, 1877
- Turritella ungulina (Linnaeus, 1758)
- Turritella vittulata A. Adams & Reeve, 1849
- Turritella wareni Ryall & Vos, 2010
- Turritella willetti J.H. McLean, 1970
- Turritella yucatecana Dall, 1881

oraz gatunki wymarłe (kopalne):

- Turritella acinella Chapman & Crespin, 1928 †
- Turritella alticostata Conrad, 1834 †
- Turritella ambulacrum G.B. Sowerby I, 1846 †
- Turritella amitava S.S. Das, S. Saha, Bardhan, Mallick & Allmon, 2018 †
- Turritella angulata J. de C. Sowerby, 1840 †
- Turritella angusta R.A. Philippi, 1887 †
- Turritella apita De Gregorio, 1890 †
- Turritella aralica Michailovskij, 1912 †
- Turritella asperula Brongniart, 1823 †
- Turritella assimilis J. de C. Sowerby, 1840 †
- Turritella bandongensis K. Martin, 1879 †
- Turritella bantamensis K. Martin, 1905 †
- Turritella bipertita Conrad, 1844 †
- Turritella biplicata Bronn, 1831 †
- Turritella boettgeri K. Martin, 1884 †
- Turritella brevis J. Sowerby, 1814 †
- Turritella brocchii Bronn, 1831 †
- Turritella burdenii (Tuomey & Holmes, 1856) †
- Turritella carinata I. Lea, 1833 †
- Turritella chira Olsson, 1928 †
- Turritella choffati M.P. Thomas & Peron, 1889 †
- Turritella conoidea J. Sowerby, 1814 †
- Turritella cramatensis K. Martin, 1905 †
- Turritella crenulata Nyst, 1845 †
- Turritella cruzadoi DeVries, 2007 †
- Turritella damarwulani Beets, 1941 †
- Turritella dhosaensis S.S. Das, S. Saha, Bardhan, Mallick & Allmon, 2018 †
- Turritella djadjariensis K. Martin, 1905 †
- Turritella doroghensis Kecskeméti-Körmendy, 1972 †
- Turritella dupiniana d'Orbigny, 1842 †
- Turritella edita (Solander, 1766) †
- Turritella ekelofi Wilckens, 1910 †
- Turritella encrinoides S.G. Morton, 1834 †
- Turritella eucosmeta Cossmann, 1910 †
- Turritella eudeli Cossmann, 1910 †
- Turritella exaltata Conrad, 1841 †
- Turritella fluxionalis W.B. Rogers & H.D. Rogers, 1839 †
- Turritella gatunensis Conrad, 1857 †
- Turritella halli Tate, 1900 †
- Turritella humerosa Conrad, 1835 †
- Turritella inaequicingulata Hölzl, 1958 †
- Turritella incisa Brongniart, 1823 †
- Turritella incrassata J. Sowerby, 1814 †
- Turritella indenta Conrad, 1841 †
- Turritella infracarinata Gryzbowski, 1899 †
- Turritella javana K. Martin, 1883 †
- Turritella jenkinsi Cossmann & Peyrot, 1922 †
- Turritella kachhensis Vredenburg, 1928 †
- Turritella keaseyensis Hickman, 1980 †
- Turritella kurosio Ida, 1952 †
- Turritella lagunillasensis Rivera, 1957 †
- Turritella lineolata F.A. Roemer, 1841 †
- Turritella marginalis (Brocchi, 1814) †
- Turritella marginulata Melleville, 1843 †
- Turritella martini Wanner & Hahn, 1935 †
- Turritella nipponica Yokoyama, 1920 †
- Turritella novae-semljae Tullberg, 1881 †
- Turritella oppenheimi R.B. Newton, 1912 †
- Turritella patagonica G.B. Sowerby I, 1846 †
- Turritella perforata Lamarck, 1804 †
- Turritella petchorae Keyserling, 1846 †
- Turritella pitniakensis (Pchelintsev, 1953) †
- Turritella pittsburgensis Moore, 1976 †
- Turritella polysticha Stenzel & F.E. Turner, 1940 †
- Turritella porterensis Weaver, 1912 †
- Turritella producta K. Martin, 1922 †
- Turritella pseudosuturalis d'Orbigny, 1852 †
- Turritella rauliniana d'Orbigny, 1842 †
- Turritella repelini H.J. Finlay, 1927 †
- Turritella riverae DeVries, 2007 †
- Turritella sagai Kotaka, 1951 †
- Turritella salasi DeVries, 2007 †
- Turritella simplex Grateloup, 1832 †
- Turritella socordia G.D. Hanna, 1924 †
- Turritella spirata (Brocchi, 1814) †
- Turritella steiningeri Harzhauser, 2007 †
- Turritella strangulata Grateloup, 1827 †
- Turritella subcarinata Lamarck, 1804 †
- Turritella subulata K. Martin, 1884 †
- Turritella sundaica Wanner & Hahn, 1935 †
- Turritella terebralis Lamarck, 1822 †
- Turritella tjicumpaiensis K. Martin, 1905 †
- Turritella tornata (Brocchi, 1814) †
- Turritella trifunis Cossmann, 1910 †
- Turritella turris Basterot, 1825 †
- Turritella ukrainae Michailovskij, 1912 †
- Turritella uvasana Conrad, 1856 †
- Turritella vanderfeeni Brakman, 1937 †
- Turritella varicosa (Brocchi, 1814) †
- Turritella vaudini Deshayes, 1861 †
- Turritella venus d'Orbigny, 1852 †
- Turritella verneuiliana d'Orbigny, 1842 †
- Turritella vertebroides S.G. Morton, 1834 †
- Turritella vulgaris K. Martin, 1884 †
- Turritella woodsi Lisson, 1925 †
- Turritella zinboi MacNeil, 1961 †